# 川辺川ダム
川辺川ダム（かわべがわダム）は、熊本県を流れる一級河川球磨川水系の川辺川上流、球磨郡相良村に堤体建設が計画されているダムである。大雨が降った時だけ水を貯めて洪水被害を減らす流水型ダムとして予定されているが、湛水時の水没地域は相良村の上流に位置する五木村の旧中心部にも及ぶ。
1966年（昭和41年）年の計画策定から50年余りを経ても完成に至っていないため、群馬県の八ッ場ダム（吾妻川、2020年運用開始）と双璧を成す長期化したダム事業の代表格として知られていた。これは地元や球磨川流域、全国の環境保護団体などによる反対運動が続き、熊本県知事蒲島郁夫が2008年（平成20年）に白紙撤回を表明したためである。
2020年に発生した令和2年7月豪雨で球磨川流域などで大きな被害が出たことをきっかけとして、同年11月に蒲島知事はダム建設推進へ転換。2022年8月策定の河川整備計画において治水専用の流水型ダムとして位置づけられ、整備が図られることとなった。堤体の高さは107.5メートル、2027年度に着工し、2035年度の完成を目指している。

## 概要
国土交通省と熊本県庁では2022年、球磨川の今後概ね30年間の具体的な河川整備の目標や内容を示す『球磨川水系河川整備計画（原案）』を公表し、2022年4月4日から5月6日まで、公聴会と意見募集を実施した。この原案は、一部修正されて2022年8月9日に『球磨川水系河川整備計画』が策定された。この中で、川辺川ダムについては次のように記述されていた。
- 形式：流水型ダム（洪水調節専用）
- 位置：相良町四浦（さがらちょう　ようら）、既往計画と同じ。
- ダム形式：重力式コンクリートダム
- ダム高：107.5 m
- 堤頂長：約300 m
- 総貯水容量：約13,000万 m3
- 湛水面積：3.91 km2

注：ダムの諸元については、検討の進捗により変わる可能性がある。

## ダム事業の進捗状況
2013年3月末時点の用地取得、家屋移転、代替道路、ダム関連工事などの進捗は次の通りであった。
- 用地取得（1,190件）：98パーセント完了
- 家屋移転（549世帯）：99パーセント完了
- 代替地（宅地）：100パーセント完了
- 付替道路（36.2 km）：90パーセント完了
- ダム本体及び関連工事：仮排水トンネルが1999年7月に完成。現在、本体着工に向けた調査・工事は実施されていない。

## 地理
川辺川は球磨川水系における最大の支流である。九州山地である熊本県・宮崎県境の国見岳に水源を発し、平家落人の里として知られる五家荘を流れ、北から流れてくる谷内川を併せる。その後は概ね南西に流れ五木五家荘渓谷を形成して、『五木の子守唄』で知られる五木村中心部に入り、ここで五木小川と合流して後南下。旧・川辺川ダム建設予定地を通過し、相良村を縦貫して人吉市と球磨郡錦町の境で球磨川に合流する。流路延長は約67キロメートル、流域面積は約542平方キロメートルで、球磨川水系全流域面積（1,882平方キロメートル）の三分の一を占めている。ダムは川辺川の中流部、五木村と相良村の村境付近に建設が予定されている。

## 令和2年7月豪雨後の計画再始動
2020年（令和2年）7月4日の豪雨（令和2年7月豪雨）では、人吉市で河川氾濫が発生するなど、人吉市・球磨村など中流域で多くの死者が発生した。球磨川の被害としては、国直轄区間だけで2箇所での決壊・11箇所での氾濫を確認。12箇所のうち、水害の危険性が極めて高い「Aランク」が1箇所、堤防の高さは想定水位を上回っているものの十分な余裕がない「Bランク」が6箇所、堤防に壊れた跡などがみられる「要注意」が5箇所で、堤防の整備率は昨年3月現在、76％にとどまっていた。また、熊本大学くまもと水循環・減災研究教育センターの現地調査によれば、豪雨で広く浸水した熊本県人吉市の市街地の浸水高が、昭和40年代にあった二つの水害よりもはるかに高かったことが分かった。
市房ダムの洪水調節については、中鶴橋下流の多良木観測所において、最大流入時において流入量の53％にあたる650m³/秒を貯留して下流河川の水位を低減したという発表があったが、京都大学防災研究所の災害調査報告によれば、市房ダムによって洪水被害の抑制効果は大きかったものの、市房ダムよりも下流域での流入と川辺川からの流入によって人吉市で氾濫が発生したと分析した。
被害状況を受けて、蒲島知事は7月5日の時点で「ダムによらない治水を12年間でできなかったことが非常に悔やまれる」と述べた上で、「（ダム建設）反対は民意を反映した。私が知事の間は計画の復活はない」「私自身は極限まで、もっと他のダムによらない治水方法はないのかというふうに考えていきたい」とコメントした。しかしその翌6日の記者会見では、球磨川の治水策について「今回の災害対応を国や流域市町村と検証し、どういう治水対策をやっていくべきか、新しいダムのあり方についても考える」と述べ、県が今後進める球磨川の治水対策の検証対象に、中止された川辺川ダムによる治水効果の有無を含めることが報じられている。蒲島知事は2020年8月26日の記者会見で「川辺川ダムも選択肢の一つ」と発言した。なお、計画中止後も流域12市町村で構成する「川辺川ダム建設促進協議会」は活動しており、同年8月20日にダム計画復活を含めた抜本的な治水対策を要望している。
一方、この被害を受けて、2009年のダム建設中止の判断とその後の治水計画に対する県の対応に対して様々な論調も見られる。2001年-2003年に国土交通省国土計画局特別調整課長を務めた経済学者の高橋洋一は、2010年発行の自著『日本の大問題が面白いほど解ける本 シンプル・ロジカルに考える』（光文社新書）で「サンク・コスト論で言えば（川辺川ダム事業は残事業費1200億円をかければ便益5200億円程度となるので）工事続行が正しい」と記していたことを挙げ、「この川辺川ダムがあったらどうかということをぜひ検証してもらいたい」「ダムのない治水というのはあり得ない」「『ダムによらない治水』の方法はあるにはあるが、いずれもコストパフォーマンスではダムの代替にはなり得ない」と、コスト論の観点からダム建設中止の判断を批判している。また、元大阪府知事の橋下徹は「川辺川ダムが本当に必要なのかどうかについて、僕はこの段階で言う立場にはない」と前置きし、蒲島知事によるダム中止を表明するまでのプロセスと以後の行動を「政治と行政の役割分担」の面から評価した上で、ダム建設中止という政治判断に「行政の裏付け」が整っていなかったと、ダム中止後の計画の不在に対する問題点を指摘、自身のTwitterでは、府知事時代に槇尾川ダム（大津川水系槇尾川）事業と安威川ダム（淀川水系安威川）事業の是非判断に関わった経緯を引用し、「槙尾川ダムについてはダムによらない治水計画をしっかり作成し、ダムよりも水害に強い街になることが確信できたのでダムを中止した」「安威川ダムについてはダムによらない治水計画は作れなかった（ので、ダム建設の判断をした）」と述べた上で「ダムによらない治水計画が実行できないのであれば、ダムを進めるしかない」と述べている。
これに対し、ダム建設反対の立場を取った市民グループ「子守唄の里・五木を育む清流川辺川を守る県民の会」代表の中島康は「今回の豪雨は想像を超える水量で、（川辺川）ダムが造られていても意味は無かったと思う」とダム建設議論再燃を牽制するようなコメントを残している。また、河川行政問題に取り組んできた弁護士の西島和は「川辺川ダムの中止により被害が拡大したとの意見もあるが、実際には想定された雨量や流量を越えた豪雨であり、検証もまだ不十分であることから、ダムがあれば氾濫は防げたかどうかを判断することはできない」とコメントしている。
一方、評論家の冷泉彰彦はダム建設中止から災害発生後までの一連の流れに対して、蒲島知事の発災後の謝罪コメントに違和感を感じること、地域が「高価であってもダムではない方策で治水を」という判断を選んだこと、（平成30年7月豪雨での肱川における洪水被害を念頭に）ダムさえ作れば安心かというと決してそうではないということの3点の疑問を挙げ、この球磨川の問題は「脱ダム」か「ダム建設」といった単純な選択肢の問題におさまる問題ではないと指摘している。
京都大学防災研究所は、仮にこのダムが計画通りに建設されていた場合、氾濫を避けることは不可能でも市内中心部に溢れ出る水量を一割以下に抑えられたであろうと試算した。

### 球磨川豪雨検証委員会
国土交通省九州地方整備局と熊本県庁は、2020年8月に「令和2年7月球磨川豪雨検証委員会」を設置し、球磨川豪雨の被害、洪水流量の推定、検討してきた治水対策などとともに、川辺川ダムが存在した場合の効果について検証することとなった。
この委員会の第一回委員会（2020年8月25日）において、川辺川ダムが計画通りに建設されていた場合、今回の洪水の流量 概ね7500トン/秒が、概ね4700トン/秒に抑えられ、2800トン/秒（37パーセント）を減らすことができたとの試算が示された。この約4割の水量の減少により、人吉市での浸水被害が防げた可能性が指摘された。この委員会での議論を受けて、熊本県の蒲島知事は、「流域の首長が一致してダム計画を進めてほしいとしていることを真摯に受けとめる」と述べた。

### 知事による意見聴取会
2020年10月15日、蒲島知事による被災地の声を直接聞く意見聴取会が始まる。聴取会は、熊本県の球磨川流域の関係者から治水策や復旧・復興についての意見を聞くもので、7市町村で20回を計画。第1回は球磨地域の農林水産8団体の代表者らが発言を行い、球磨地域農協など5団体がダム建設を早急に進めるよう求めたほか、人吉球磨地域土地改良区連絡協議会からは「遊水池案は農家の心を踏みにじるもの。理解は得られない」との意見が出された。過去にダムの是非を議論する中で内部対立が生じた球磨川漁業協同組合は、現時点の賛否の表明を避けるなど様々な意見が出された。

### 五木村によるダム建設同意
国と熊本県庁は2023年1月、川辺川ダムによる水没予定地を抱える五木村の振興に約100億円を支援することを表明し、国・県・市は同年5月に振興計画に同意。2024年4月21日、五木村は村民集会を開いて、木下丈二村長がダム建設受け入れを正式表明した。

## 過去の計画
以下は、2020年7月以前の川辺川ダムに関する歴史的経緯である。

### 過去のダムの概要
国土交通省九州地方整備局が施工を予定していた国土交通省直轄ダムで、高さ107.5メートルのアーチ式コンクリートダムとして1966年（昭和41年）から事業が開始された。当初は川辺川、球磨川の治水と人吉盆地への灌漑及び水力発電を目的とした特定多目的ダムであったが、後に治水に目的を絞った治水ダムとして計画された。
事業着手後からダム計画にかかる賛否が相次ぐ中、対象地域の立ち退き移転先への移転等の事業は進んだ（#ダム事業の進捗状況）ものの、計画発表から40年余りが過ぎ、受益地とされた球磨川中下流域で住民、農家、漁民などから反対の声が高まり、農家による利水訴訟の原告勝訴、漁業権等の収用裁決申請取り下げなどにより計画が停滞。さらに、2008年3月に就任した蒲島郁夫熊本県知事が「ダムに頼らない治水」を目指すとして、県としてダム反対を表明。2009年に「コンクリートから人へ」を標榜した民主党政権によって建設事業が休止された（後述）。ただし、事業中止決定後も計画廃止の法的手続きは取られていない。
令和2年（2020年）7月豪雨を踏まえた流域治水検討の中で川辺川へのダム建設案が復活しているが、その原案（2022年4月発表）では、過去の貯留形ダムではなく、流水型ダムを想定している（新しいダムの原案）。

### 沿革
熊本県南部を流れ、最上川や富士川と並んで「日本三大急流」とも称される日本有数の急流河川・球磨川水系は、年間降水量が2,000~3,000ミリに及ぶ日本有数の多雨地域で台風の常襲地帯であること及び球磨川の持つ地形的要因により、古くから洪水の被害を度々受けていた。

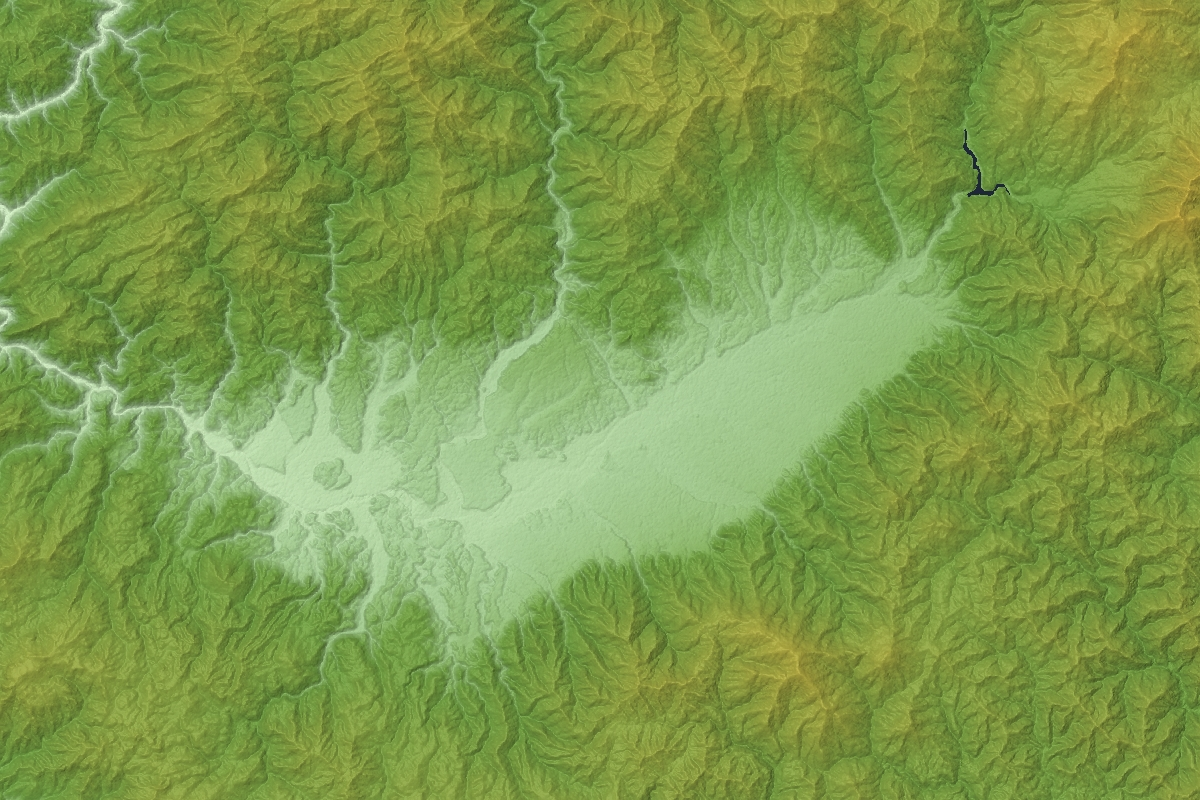
人吉盆地の地形図（向かって右が上流側、左が下流側）

球磨川は中流部の人吉市から八代市に掛けてのおよそ60キロメートル区間が狭い峡谷を形成し、その上流部に人吉盆地がある。このため大雨が降ると球磨川上流部及び川辺川流域の洪水は人吉盆地に集まるが、中流部の渓谷によって洪水の流下が阻害され、人吉盆地に洪水が滞留するという「バックウォーター現象」が起こる。こうした地形は例えば北上川流域の岩手県一関市など全国に多く、洪水常襲地帯となっており、人吉盆地も度々浸水被害を受けてきた。一方、人吉盆地は肥後南部の穀倉地帯ではあったが土壌は「イモゴ」と呼ばれる火山灰性の地質であり、かつ扇状地でもあったことで農業用水の確保が困難な地域でもあった。江戸時代の人吉藩政期には第二代藩主相良頼寛、第三代藩主相良頼喬の時に幸野溝や百太郎溝が整備されたが、旱魃の際には用水不足が深刻となった。
1928年（昭和3年）に物部長穂が河水統制計画案を発表し、水系一貫の治水・利水計画を提唱。これが内務省によって採用されて国策として推進されたが、第70回帝国議会において河水統制調査予算が可決されたのを機に利根川、淀川など全国主要64河川において河水統制計画の調査が行われた。球磨川水系は1937年（昭和12年）に内務省下関土木出張所において調査が開始され、太平洋戦争による中断を挟んで戦後も継続された。球磨川では八代平野と人吉盆地において堤防の建設を主体とした河川改修を実施していたが、1949年（昭和24年）のデラ台風とジュディス台風、1950年（昭和25年）のキジア台風で当初予定していた計画高水流量 を突破する洪水が襲い、人吉盆地は再び浸水被害に遭遇した。一方で球磨川は急流で水量も多いこともあり水力発電には絶好の河川として注目されており、日本発送電 は球磨郡水上村にダム式発電所の計画を進めていた。これを新橋ダム計画と呼ぶが建設省九州地方建設局（現・国土交通省]九州地方整備局）は新橋ダム計画に参入する形で新たな治水対策を講じることとした。また用水不足を解消し人吉盆地の農業を活性化させて戦後の食糧不足を解消するという目的も加えられ、1951年（昭和26年）に球磨川総合開発事業が策定された。

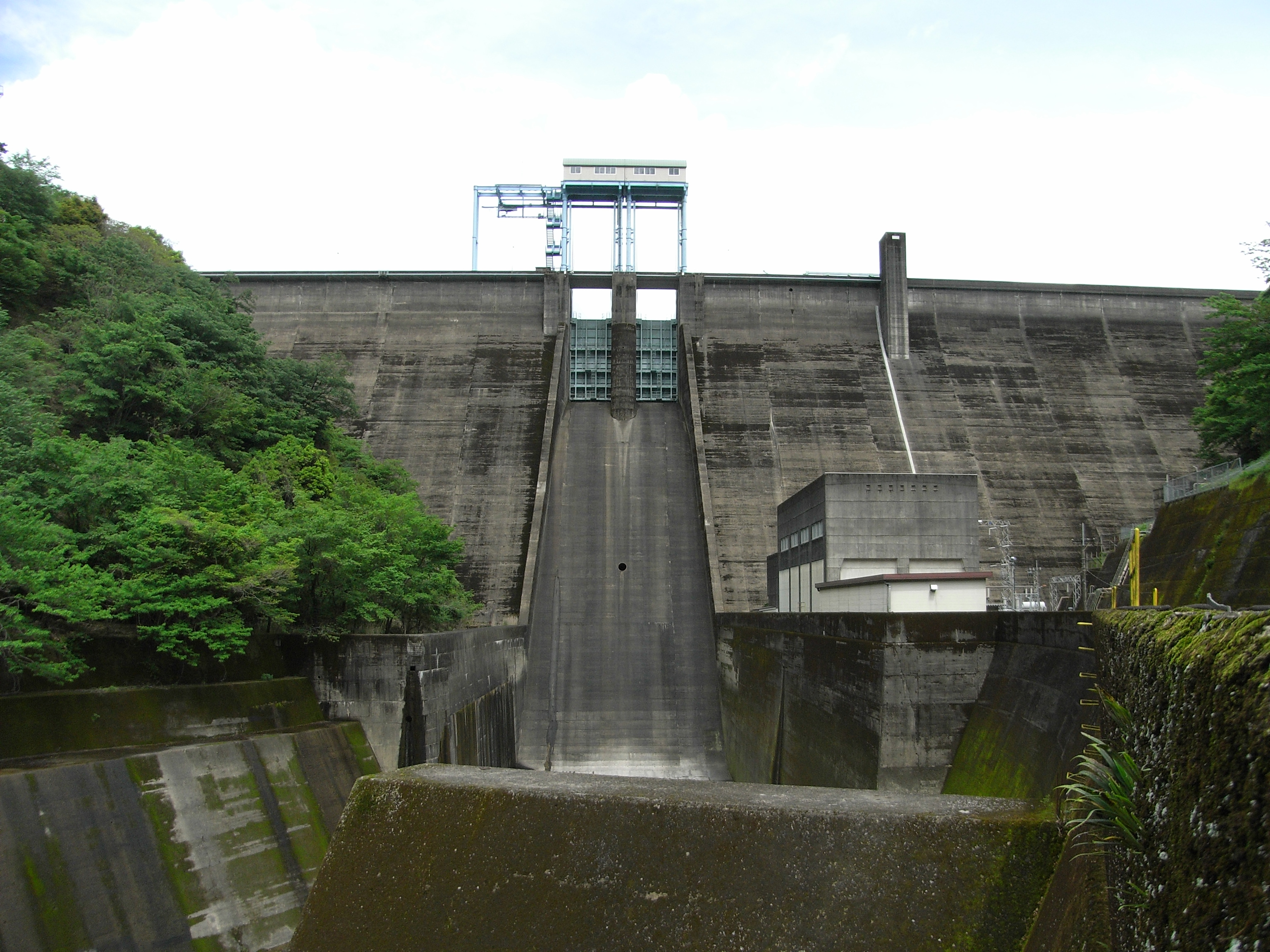
市房ダム（球磨川）。球磨川水系初の多目的ダムだが放流被害を生んだという批判がある。

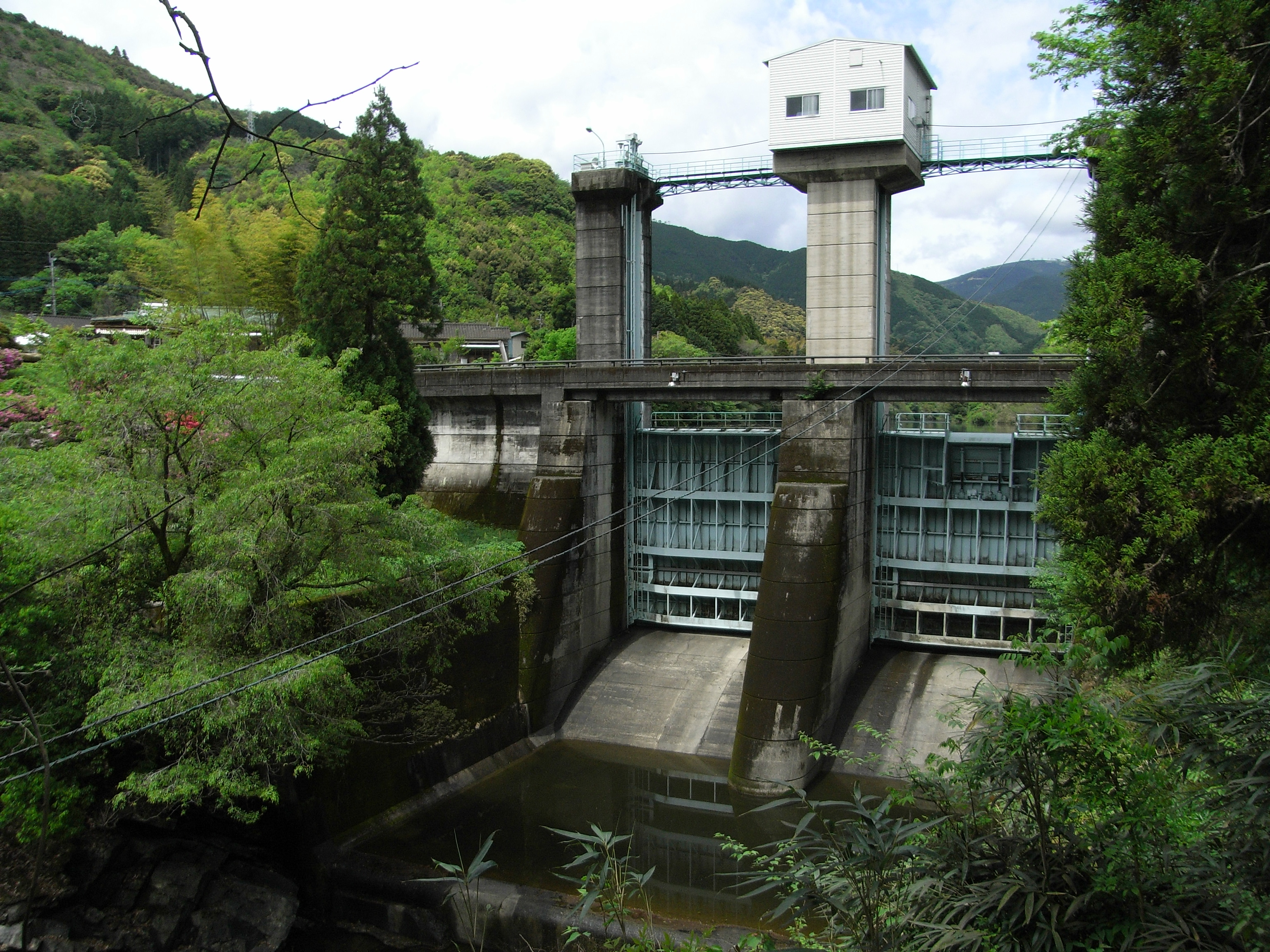
幸野ダム（球磨川）。市房ダム直下にある市房第一発電所の逆調整池であるが幸野溝の水源でもある。

この計画で新橋ダム計画は多目的ダム事業として大きく計画変更され、1960年（昭和35年）に完成し、その後熊本県に移管されたのが市房ダムである。この市房ダムと直下流に同時に建設された幸野ダムによって治水と灌漑、及び水力発電を行って球磨川の治水・利水は達成されたかに見えた。
だが1963年（昭和38年）から1965年（昭和40年）にかけて三年連続で球磨川流域は水害に見舞われ、特に1965年の「昭和40年7月豪雨」では人吉市や八代市萩原で最大毎秒7,000トンというかつてない洪水が襲い、流域は大きな被害を受けた。
この豪雨被害を受け、熊本県議会と人吉市議会は球磨川治水の抜本的対策を要求する議決を同年採択。建設省に対策を迫った。翌1966年（昭和41年）、新河川法制定に伴い球磨川水系は一級水系に指定され、国による水系一貫管理 が行われ、この際に球磨川水系の治水計画の基本となる「球磨川水系工事実施基本計画」が策定された。この中で計画高水流量を昭和40年7月梅雨前線豪雨の洪水量に修正し、これを達成させるために球磨川支流の川辺川に対する治水対策が必要であるとの見解がまとまった。
また、高度経済成長による八代市など不知火海沿岸地域の電力需要増大や、農業技術発達による耕地面積拡大による農業用水需要増大などもあって、市房ダム単独では賄いきれない治水・利水対策を早急に実施する必要に迫られた。
こうした経緯もあって、建設省は1966年の球磨川水系工事実施基本計画において川辺川に特定多目的ダム法に基づく多目的ダムを建設する計画を発表。川辺川総合開発事業としてダム建設に着手した。これが川辺川ダムである。

### 当初の計画
川辺川ダムは特定多目的ダム法に基づく特定多目的ダムとして当初は計画された。また、型式であるアーチ式コンクリートダムとしては、川辺川ダム以外に計画されているダムでアーチダムがないことから「日本最後のアーチダム」とも言われている。当初の目的では洪水調節、不特定利水、灌漑、水力発電の四つの目的があった。
洪水調節については1965年7月梅雨前線豪雨を基準として、毎秒7,000トンの洪水を市房ダムとの連携によって毎秒3,000トン調節し、残りを堤防の新設・改修や河道の拡張・掘削によって賄う。不特定利水については川辺川がアユの豊富な漁場であること、また球磨川が人吉の観光の目玉でもある球磨川下りを行うことから下流の相良村柳瀬地点においてアユ漁が盛んになる毎年7月から10月までの間毎秒7トン、それ以外の期間は毎秒4トンの河川維持放流を行い渇水によるアユ生育阻害を防ぐと共に、人吉市において球磨川下りのシーズンである毎年4月から11月10日に掛けては毎秒22トン、それ以外の期間は毎秒18トンを放流して球磨川下りの運行を補助し、かつ球磨川の河川環境を一定に保つ。これらの目的は現在においても基本的には変わっていない。
かんがいについては人吉市および球磨郡錦町、あさぎり町、多良木町、湯前町、相良村、山江村の農地3,400ヘクタールに対して、毎秒5.13トンの農業用水を新規に補給する。これによって既設の市房ダムと幸野ダムを水源とする幸野溝や百太郎溝に加えて水源を確保し、農業生産力の向上を図るとしている。
水力発電については電源開発株式会社がダム直下にダム式発電所である相良発電所を建設、最大で16,500キロワットを発電するとしていた。球磨川は先に述べたとおり水力発電には絶好の条件を備えた河川であり、球磨川本流にはすでに市房ダムや幸野ダムに加え、最下流の八代市坂本に熊本県企業局が荒瀬ダムを1955年（昭和30年）に完成させ、電源開発も瀬戸石ダムを1958年（昭和33年）に完成させていた。電源開発は瀬戸石ダムに続く大規模水力発電事業を川辺川に求め、1960年代に川辺川に大規模発電専用ダムの建設を計画していた。この計画に建設省が加わったことで事業主体からは外れたが、電気事業者として参画し、相良発電所の建設に携わった。
また、川辺川ダムは九州地方のダムの中では総貯水容量が1億3300万トンと宮崎県の一ツ瀬ダム（一ツ瀬川）・鹿児島県の鶴田ダム（川内川）に次ぐ規模の大人造湖を形成することから放流による下流への影響を抑制するため、下流の相良村田代に放流水を調節して下流への水量を一定に整える逆調整池 とダムを建設する予定にしていた（諸元などの詳細は不明）。
このように当初は多目的ダムとして計画が進められていたが、後述する諸々の事情によって現在は洪水調節と不特定利水を目的とする治水ダムに目的が事実上縮小されている。また逆調整池ダムは建設計画自体が立ち消えとなっている。

### 建設の遅れと反対運動
川辺川ダムは当初1976年（昭和51年）の完成を目標としていたが、その後の事業変更で1981年（昭和56年）、1993年（平成5年）、2000年（平成12年）そして2008年（平成20年）の完成目標へと四度も完成予定を延期させていった。
用地取得・家屋移転・代替地造成は2013年時点で98パーセント以上が完了し、付替道路については90パーセントが完了しているが、関連工事として仮排水トンネルが1999年に完成しているとはいえ、ダム本体工事には着手できていない。その原因は強固な反対運動が長年続いているためである。九州地方におけるダム反対運動としては1958年から13年にわたって続いた大分県・熊本県の松原ダム（筑後川）と下筌ダム（津江川）反対運動である「蜂の巣城紛争」が有名であるが、川辺川ダムのそれは蜂の巣城運動を遥かに超える40年近くもの反対運動が続いている。このため一向に本体工事に着手できないダム事業の代名詞として「東の八ッ場、西の川辺川」と関係者の間では囁かれている。
川辺川ダム建設計画がここまで膠着した状況に陥っている要因として、一つは「ダム事業により生じる補償案への賛否」、二つ目には「ダム事業そのものに対する賛否」、そして「ダム建設に基づく利水計画への賛否」が複雑に絡み合っていることが挙げられる。以下はこれらについて詳述する。

### ダム事業により生じる補償案への賛否
1966年に川辺川ダム計画が発表されたが、水没予定となる五木村は即座に「ダム絶対反対」の意思を表明した。ダムは相良村に建設されるが水没予定地のほとんどは五木村であり、かつ町役場など主要公共機関が集中する中心部落の頭地部落など403戸・528世帯が水没する。この水没世帯数は東京都の小河内ダム（多摩川）の945世帯、岩手県の湯田ダム（和賀川）の622世帯、奈良県の池原ダム（北山川）の529戸、岐阜県の徳山ダム（揖斐川）の466戸に次ぐ日本では5番目の大規模な水没対象となる。また、ダム自体は相良村に建設されることから、ダム完成後の莫大な固定資産税は相良村に払われ、五木村には払われない。こうしたことから五木村の存亡に関わり、かつ村には何のメリットもないダム計画であることから、計画の発表と同時に五木村と五木村議会は決議を以ってダム計画に反対する姿勢を明確にした。これ以後、五木村は建設省（現：国土交通省）との交渉を拒絶し、建設省関係者の立ち入りも一切拒んだ。
以後4年間は全く進展がないダム事業であったが、1970年（昭和45年）6月に初めての動きがあった。五木村は独自の立村計画を策定して建設省に55項目に及ぶ要望書を提出した。建設省はここにおいて五木村との交渉を行うことができ、55項目についての話し合いが行われた。1973年（昭和48年）には国会で水源地域対策特別措置法（水特法）が成立し、翌1974年（昭和49年）に施行。同年7月20日に政府は全国20のダムを対象として新しい補償対策を講じた。これは水没戸数30戸以上または水没農地面積30ヘクタール以上のダムに対して、道路、電気・ガス、上下水道などのインフラや砂防・公園施設などの周辺整備及び補償額を国庫より補助するというものである。川辺川ダムは当時の内閣総理大臣田中角栄によって20ダムの一つに指定されたが、水没世帯数403戸であったことから「水特法第9条等指定ダム」の対象になった。これは水没戸数200戸以上または水没農地面積200ヘクタール以上のダムを対象に、前述の補助をさらに厚くするという施策であった。川辺川ダムは他の6ダム1湖沼 とともに指定され、通常のダムよりも手厚い補償対策が行われることになった。
こうした政府の動きもあり、五木村は少しずつではあるが態度を軟化。従来一切認めていなかった地質調査などの立ち入りを認める姿勢を採った。ところが1976年に特定多目的ダム法に基づき三木内閣が川辺川ダムの建設事業基本計画を閣議決定して建設省が告示すると、補償交渉が妥結していない中での計画策定に住民が反発。五木村の水没住民で組織する五木村水没者地権者協議会が「川辺川ダム建設に関する基本計画取消訴訟」などを熊本地方裁判所に提訴、ダム建設計画が法廷に持ち込まれる事態となった。これにより好転しつつあった補償交渉は建設省の行為によって振り出しに戻り、法廷闘争などを含めて8年もの間、再度膠着状態となった。
事態が再度動き出すのは1984年（昭和59年）のことである。先に五木村が提出した55項目の要望について大筋で合意が得られ、協議会との間で遂に補償交渉を妥結する運びとなった。「取消訴訟」は一審の熊本地方裁判所で協議会側の敗訴となり、福岡高等裁判所で控訴審が争われていたが、協議会は交渉妥結に伴い、控訴を取り下げた。同時期相良村との補償交渉も合意に至り、住民との補償交渉は18年目にして全て終了した。1986年（昭和61年）には水特法に伴う水源地域の指定及び水源整備計画の告示が行われ、コミュニティ維持を図るための代替地建設が開始され、頭地部落は水没予定地から山腹へそのまま集落を移転させる方式で整備が開始された。また、国道でありながら車一台が通れるほどの幅員しかない国道445号の整備が開始され、片側一車線の整備された道路が五木村中心部 から人吉市までの間で建設され始めた。1989年（平成元年）には五木村によって『川辺川ダム建設に伴う立村計画』を発表。建設省はこの計画に沿った代替地整備を進めた。そして代替地・付け替え道路の整備が概ね終了した1996年（平成8年）、熊本県庁と五木村、相良村はダム本体工事の着工に同意。30年の歳月を経て漸く本体工事に取り掛かることになった。

### ダム事業そのものに対する賛否
また、この時期は公共事業に対する国民の視線が厳しくなった時代でもあり、特にダム事業に付いては「ダム反対派」と呼ばれる市民団体のダム反対運動が盛んになった時期でもあった。
当時は長良川河口堰（長良川）に対する賛否が全国的に渦巻き、第2次橋本内閣の建設大臣であった亀井静香が徳島県の細川内ダム計画（那賀川）を凍結してダム行政の一大転換を図ったことから全国的に未だ建設途上にあるダム事業への風当たりが強まっていた。またこうした運動に対して日本共産党や、いわゆる進歩的文化人、『朝日新聞』などの一部マスコミが積極的に関与し、あるいは連携して運動を拡大させていった。また、民主党もマニフェストにおいて「川辺川ダム計画中止」を公約に掲げるなど、川辺川ダムに否定的な見解を取っていた。
川辺川ダムも当初350億円の予算だった事業費が事業の長期化に伴い1984年に1130億円、1998年（平成10年）には約2200億円にまで跳ね上がった ことから格好の標的となり、天野礼子やまさのあつこなど著名なダム反対活動家が川辺川ダムを「壮大な税金の無駄遣い」として反対運動を全国的に広めていった。彼らダム反対派は川辺川ダムの目的について逐一検証し、「川辺川ダムは無用の長物」として建設中止を強固に求めた。
地元熊本県内でのダムに対する疑問も、この時期起こり始めた。『毎日新聞』記者の福岡賢正が1991年（平成3年）8月から1995年（平成7年）6月まで同紙熊本版に断続的に掲載した「再考川辺川ダム」連載であった。当時、流域で圧倒的なシェアを誇る地元紙『熊本日日新聞』の論調は、ダムに対する否定的な記事は一切見られず、むしろ川辺川ダムのPRを大々的に行う全面広告企画特集を組むなど「ダム肯定」とも取れる風潮にあった。その中で福岡は独自に科学的なデータを集めて検証し、建設省が訴えるダム建設理由の不合理性を次々と指摘した。基本高水流量の妥当性、森林保水力の有無、球磨川本流と川辺川の水質の差異などについて、具体的な数値を示して国の主張に真っ向から反論した。これらの論点は、今日に至るまで国土交通省と反対派による主要な争点として議論され続けており、川辺川ダム反対運動における福岡の影響は、その先鞭を付けたという意味で極めて大きい。同連載は後に「国が川を壊す理由」（葦書房）として出版され、この連載をきっかけに1992年（平成4年）には地元で「清流球磨川・川辺川を未来に手渡す会」が発足。翌1993年（平成5年）には「清流球磨川・川辺川を未来に手渡す流域郡市民の会」として改組し、今日に至っている。
さらに地元の住民の中には昭和40年7月梅雨前線豪雨の被害を市房ダムの放流が原因であるとする住民も多く、かつ清流で名高い川辺川の環境を破壊するとして「清流川辺川を守る県民の会」など複数の市民団体が誕生。県内外の反対派と連携して反対活動を広げた。これら一連の活動は書籍やマスコミなどを通じて全国に知れ渡り、川辺川ダム問題を広く世に問う役割を果たした。このような経緯から、当初猛烈な反対運動が展開された五木、相良両村の水没予定地域が補償交渉に軟化姿勢を示し始めた後に、ダムの受益地とも言える下流域、及び流域外において本格的な反対運動が始まるという皮肉な結果となった。
こうした活動は熊本県民の世論形成を促進し、川辺川ダムに対する様々な反応を呼んだ。熊本県はこうした世論の盛り上がりを見て川辺川ダムについて県民が考え、発言する場を設けるべく2001年（平成13年）12月、川辺川ダム住民討論集会を開催した。第二回目からは国土交通省も参加し、川辺川ダムの目的について賛成派と反対派が鋭い論戦を交わした。双方の主張とは概ねこのようなものであった。

#### 治水
最大の論点となったのは治水効果についてである。反対派は国土交通省が定めた計画高水流量が過大であるとし、川辺川ダム建設を前提にした空論であると指摘した。また昭和40年の豪雨は市房ダムの放流が被害を拡大させたとして、「ダムが水害を招いた」と非難した。実際人吉市では市房ダム完成以前はせいぜい膝までしか浸水しなかったのが、ダム完成以後人の背丈以上に浸水するようになったという被災住民の話を紹介し、水害を招くダムは不要であると説いた。また、下流の八代市についても萩原にある通称「萩原堤防」は200年以上も破堤していないとし、球磨川の治水にはダムは不要であると論じた。そして球磨川のこれからの治水についてはヨーロッパ型のダムに拠らない治水対策 を図るのが最良として森林の整備による保水力の増強で計画高水流量が30パーセント減少するとしたほか、未改修部分への堤防整備と河岸補強、遊水池の人吉盆地への建設、そして球磨川水系における全てのダム撤去を行うべきと主張した。最終的には球磨川は熊本県だけを流れていることから、国の管理ではなく熊本県庁が管理する、すなわち一級水系から二級水系へ変更させるというのが彼らの到達目標でもある。
一方、国土交通省は計画高水流量については過去の降雨量や洪水量、地形を分析した結果算出したとしてデータを提示して反論。また、ダムによる水害増幅についてはダム単独での治水には限界があると認めながらもそれを防止するために川辺川ダムの建設は必要とし、その上で堤防の増強や河岸補強を実施するとしており、河川改修だけでは洪水被害を回避できないとした。また森林整備については間伐の必要性は認めたが森林整備だけでは水害を防止できないとした。そして遊水地建設とダム撤去については多大な費用や補償案件の発生、環境への影響が未知数であるとして非現実的と一蹴した。

#### 発電
水力発電について反対派は、川辺川ダムに水没する水力発電所の総出力数は15,900キロワット、一方、川辺川ダムによって新たに生み出される電力は16,500キロワットでありダム建設によって生まれる新しい電力はわずか600キロワットにしかならず、電源開発を行う意味がないと主張した。また水力発電用ダムが球磨川の環境を破壊していると指摘、ダムを撤去してよりクリーンな太陽光発電や風力発電を積極的に導入すべきだとした。しかしながら上記の発電所とは、チッソが水俣工場に送電するための私企業の発電所であり住民用の物ではない。また太陽光発電にはコスト・発電効率の面でまだ難があり、風力発電にしても常時かなり強い風が吹いていなければ電力を賄うことは容易ではない。

#### 環境
環境については反対派が最も強調するところであり、ダム建設は河川環境・生態系を根本的に破壊し、川辺川のアユを死滅させると非難した。またアメリカ合衆国内務省開拓局長官であったウィリアム・ビアードの言を引き合いに「アメリカではダム建設の時代は終わり、ダム撤去が主流になっている。日本でもダム撤去を促進すべきだ」と主張。川辺川ダム建設などもってのほかとした。この時期の熊本県知事であった潮谷義子が2010年（平成22年）に水利権が失効する荒瀬ダムを、失効後撤去すると発表したことから反対派はさらに勢いづき、次は瀬戸石ダムを撤去して最終的に球磨川からダムをなくすべきと現在でも主張している。
一方、国土交通省は川辺川ダムによる河川維持放流によって異常渇水によるアユのへい死を防止できるとし、また定期的な維持放流は河川環境を維持するのに役立つと反論。またアメリカのダム撤去についてはその多くが日本では堰と呼ばれる高さ5メートル未満のダム であり、しかも民間所有であると主張。またカリフォルニア州を中心に40箇所以上でダムが建設されているとしてアメリカの事情を説明した。

#### 双方の問題点
こうした議論などにおいて双方の問題点も浮き彫りになった。国土交通省については八代市の萩原堤防について当初「フロンティア堤防建設事業」として堤防の補強を事業計画に据えていたところ、突然事業を中止し、その理由についても明確な説明がされていない。また川辺川漁業権収用申請における漁民からの同意書提出に際して、既に死亡した人間などの氏名記載や捺印を行うといった捏造を行っていたことが発覚。激しい非難を浴びた。蜂の巣城紛争に際し運動を主導した室原知幸は「公共事業は法に叶い、理に叶い、情に叶わなければならない」と公共事業の在り方について建設省に問い、その反省として水特法などが施行されたがこれら一連の事件はこの思想を根本から否定する行為であった。こうした行政側の強引な姿勢も、川辺川ダム問題を一層複雑にした要因であると各方面から指摘されている。ダムによる「水害被害増幅」に対する住民への不信については、一般へのダム事業への啓蒙が不足していたことの表れでもある。一部からは電源開発が事業をそのまま行っていれば、川辺川ダムは既に完成していたという見方すらある。
一方で反対派の問題点もある。住民討論集会において治水について問題点を指摘しているにもかかわらず明確なデータを呈示しなかったことを司会者から指摘されたところ、感情的に反論して傍聴者の失笑を買っている。また、森林整備による治水の有効性については賛成派・反対派の合意によって、2004年（平成16年）から2005年（平成17年）にかけて中立的観点で共同検討した結果、国土交通省の主張どおり人工林・自生林・幼齢林の何れの条件でも保水力の差は見られず、森林保水力には限界があることが証明されたがこれを認めず、従来の主張を繰り返している。また、遊水地建設の費用対効果や補償の具体性、ダム撤去に伴う発電能力の補填が太陽光発電や風力発電で対応可能かどうか、環境への長期的影響の検証も行っていない。

### ダム建設に基づく利水計画への賛否
かんがい目的は川辺川ダムの目的の一つであった。本格的に動き出したのは1984年に農林水産省が国営川辺川総合土地改良事業を発表したことによる。しかしこの灌漑目的が、川辺川ダムの必要性を問う最大の原因になった。
国営川辺川総合土地改良事業は川辺川ダムを水源として農地増産を行う事業であったが、既にこの頃は減反政策によって農地自体の減少と農家の減少が顕在化していた。このため当初から不要な事業ではないかという疑問が呈されていた。また参加する農家も川辺川ダム事業費の増大によって負担額が増大、これに疑問を呈する農家も次第に現れてきた。こうした経緯から1994年（平成6年）に対象農家の一部は川辺川ダムを水源に求めるという事業変更を取り消すように農林水産大臣に異議を申し立てたが却下されたため、1996年（平成8年）に農家は熊本地裁に無効申し立てを行う訴訟を起こした。このいわゆる「川辺川利水訴訟」は2000年（平成12年）に地裁で原告敗訴となるが、原告は福岡高裁に控訴した。この頃には参加する原告数は2,000人と対象農家の半数に上り、問題の大きさを物語った。そして三年後の2003年（平成15年）5月福岡高裁控訴審判決で「異議申し立て取り消しは無効」とする原告勝訴の逆転判決となった。被告である農林水産省は最高裁判所に上告せず、判決は確定した。
これ以降国営川辺川総合土地改良事業における川辺川ダムの立ち位置は次第に変化した。2005年農林水産省は水源を求める案として従来の「川辺川ダム案」と相良村に可動堰を建設してこれを水源とする「相良穴藤堰案」を呈示。原告やダム反対派は「堰案」を支持した。さらに翌2006年（平成18年）5月には従来の両案に加え川辺川ダムに水没予定となっているチッソ所有の川辺川第二ダムから取水する「川辺川第二ダム取水案」を呈示。熊本県は「第二ダム案」に沿った事業認定手続きを始めると表明した。一方この事業はかんがい受益地の人吉市など球磨川流域の自治体が参加しているが、農家と同様に川辺川ダム事業費の増加による負担増に難渋していた。この中で8月、相良村村長であった矢上雅義は第三の道を求めて利水事業からの離脱を表明、11月には従来賛成の立場であった川辺川ダムについても反対の姿勢を採ると表明した。12月には村で行われたダム反対集会に後援するなど「反ダム」を明確にし、2008年3月には村長を辞職して熊本県知事選挙に無所属で立候補、ダム反対を訴えた。
2008年の熊本県知事選挙では、立候補した5候補のうちダム事業推進を明言するものはおらず、矢上を含む4候補が「ダム事業反対」を明言。結果的に自民党の推薦を受けダム計画に「保留」の立場を示した蒲島郁夫が大差で勝利したものの、人吉市も従来ダム推進の立場をとっていた市長退陣後の選挙で当選した田中信孝市長がダム問題に中立姿勢を示すなど、自治体の対応に変化が起こっている。
こうした流れを受けて農林水産省は2007年1月、事業の水源について「川辺川ダムに依存した形での水源案を取りまとめない」と表明。事実上、川辺川ダム事業からの撤退を表明した。さらに同年6月には電源開発も長引くダム事業に電力開発の費用対効果が成り立たないとして水力発電事業からの撤退を表明。ここにおいて川辺川ダムの利水目的は喪失した。また球磨川漁業協同組合との漁業権交渉不調による国土交通省の土地収用法に基づく収用についても、先に述べた捏造などが発覚して2005年に熊本県収用委員会より漁業権収用申請を取り下げるよう勧告され、従わない場合は却下すると最後通告されたことから国土交通省は収用を断念。ここにおいて川辺川ダム計画は事実上白紙の状態に陥った。
このように、川辺川ダム事業においては、住民側と行政側が計画論で対立し、計画策定から40年たってもなおダム本体の着手（あるいは計画の抜本的見直し）にめどが立たない状況にある。この状況は、文部科学省の外郭団体である科学技術振興機構 (JST) のまとめた「失敗百選」において「（住民と行政の）合意形成の軽視による失敗例」として、諫早湾干拓事業等と共に選出されている。

### 事業中止とその後

#### 蒲島知事の意見表明と関係者の反応
このように川辺川ダムは相次ぐ共同事業者の事業撤退により、多目的ダムから治水ダムへの計画変更を余儀無くされた。だが八代市をはじめ人吉市と相良村を除く市町村はダム推進の姿勢を崩しておらず、「例え利水目的がなくなったとしても、川辺川ダムを治水ダムとして建設して欲しい」と要望している。この背景には2006年の平成18年7月豪雨による九州南部の未曾有の被害があり、球磨川流域でも市房ダムで総降水量が746ミリを記録し球磨村や八代市で浸水被害が続発、川辺川も道路損壊や農地浸水の被害が生じた。だがこの時市房ダムは洪水調節機能を発揮していることからダムの再評価も始まっている。山一つ越えた川内川流域での甚大な被害により流域住民が鶴田ダムの治水ダム化を要求しているのも背景にあった。こうしたことから国土交通省は2007年に定めた「球磨川河川整備基本方針」においても、川辺川ダムを重要な事業として引き続き推進する方針を採っている。2008年に入ると国土交通省は川辺川ダムの「穴あきダム」化にも言及した。
熊本県はこの基本方針に対し、川辺川ダムの必要性について県民への説明が不十分として説明を要求しており、2008年3月に熊本県知事に就任した蒲島郁夫は河川法に基づく基本方針への同意を判断するにあたって、川辺川ダムの費用対効果や生態系への影響を検証する有識者会議の設置を表明、半年後をめどに知事としての態度を明らかにするとした。有識者会議は8回の会議を経て「川辺川ダムに関する有識者会議報告書」 がとりまとめられたが、報告書では川辺川ダムによる治水対策について「地球温暖化を踏まえ、抜本的にはダムによる治水対策が有力な選択肢」としつつも、現行の計画の見直しの必要性に言及している。結果として賛成・反対双方の意見を取りまとめたものの、委員会として賛否を明確にしないものであった。有識者会議の意見書は国土交通省・反対派団体のどちらにも与するものではない評価であったが、反対派はこのような態度も厳しく批判し、従来通り川辺川ダム中止を求めていた。
このような状況において、2008年8月には川辺川利水事業は推進としながらも川辺川ダムへの対応を保留にしていた相良村の徳田正臣村長が「現状のダム建設には反対」とする姿勢を明らかにしており、人吉市の田中市長も「ダムは自然環境悪化につながりかねず、市民の多くが否定的だ」として反対の意思表明を行っている。
2008年9月11日の県議会において蒲島熊本県知事は、「住民のニーズに求めうる『ダムによらない治水』のための検討を極限まで追求すべき」として、現行計画を白紙撤回することを求め、球磨川河川整備基本方針への不同意の方針を表明した。この発表は、直後の世論調査で県民の85％が支持した。
この判断について、蒲島知事は「『洪水を治める』発想から脱却し『洪水と共生する』という新たな考え方に立脚すべき」と述べており、ダム事業のみならず球磨川流域における治水事業への新たな指針を示すものであった。なお、蒲島知事は国土交通省から提示された穴あきダム案については「ダムによらない治水案を追求した結果提示されたものかどうか疑問」として、ダム事業の是非の判断材料とはしなかったとしている。
こうした人吉市・相良村の姿勢は従来「ダム推進」で一本化していた球磨川流域自治体の動向にも影響を与えた。山江村は「賛成」から「中立」へと態度を変え、あさぎり町や錦町は「人吉・相良の考えを尊重する」として同調する姿勢を見せた。推進を表明していた下流最大の受益地・八代市も2009年（平成21年）8月に行われた市長選挙で当選した福島和敏市長が「ダム建設反対」方針を明確にし、流域はダム建設に否定的になりつつあった。一方で最大の水没予定地となる五木村は熊本県や人吉市・相良村の対応に猛反発し、従来どおりダム建設の推進を五木村民大会において全会一致で訴えている。この中で「仮にダム建設が中止となった場合、五木村の立村計画を県が肩代わりしてくれるのか、財政の厳しい県が行えるのか甚だ疑問だ」として蒲島知事の姿勢を厳しく批判している。その一方で国土交通省が「ダム中止となれば、村再建対策を行うことが難しくなる」と発言したことにも村民から反発の声が挙がった。また球磨村は「慢性的に水害の被害を受けており、対策としてはダムによる水位低下しかない」として人吉市などに反発。水上村も「ダム推進で長年一致してきたのに、この一ヶ月で全てが崩れるのは悲しいことだ」と懸念を示している。徳田相良村長は五木村に対し「ダム反対」の姿勢に同調するよう訴えているが五木村との溝は深く、ダム問題は地域間に新たな対立を生み出す可能性も秘めている。

#### 民主党政権による事業中止決定
2008年の知事の意見表明を受け、川辺川ダムは現行の計画を進めることが極めて難しくなった。当時の国土交通事務次官である春田謙は知事の意見表明を受けた記者会見で「ダムがなくても治水対策がとれるかどうか詰めなければならない」として治水計画の抜本的見直しに言及し、当時の内閣総理大臣であった福田康夫も「地元の考え方は尊重されるべきこと」と発言する など、現在のダム計画から大きくシフトした治水計画となることは必至と見られていた。しかし一方で春田事務次官は同じ会見の席で「河川環境も大事だが、治水の問題が第一」とも述べており、この時点で川辺川ダム事業を完全に放棄したわけではないという立場も示していた。
そのような中、2009年に行われた第45回衆議院議員総選挙において民主党はマニフェストに「八ッ場ダムと川辺川ダムの建設中止」を明記。選挙の結果、民主党が第一党となって政権交代となり鳩山由紀夫内閣が発足、国土交通大臣に就任した前原誠司は9月17日の記者会見で「（利水、発電、治水という）当初の3つの大きな目的のうち（利水、発電の）2つがなくなった。事業を見直すのが当たり前」と述べ、川辺川ダム建設事業の中止の意向を明言、鳩山由紀夫首相も同様の意見表明を行った。その後の国交大臣に就任した馬淵澄夫も川辺川ダム中止方針を踏襲したことにより、川辺川総合開発事業の全面的見直し、すなわち川辺川ダム建設事業の中止が決定した。

#### 事業中止による影響
一方で、生活再建に関する補償法や特措法の国会での成立は、前原大臣による事業中止直後から度々延期が繰り返されてきた。建設中に地元で進められていたダム本体以外の生活再建事業は、多目的ダム法や水特措法、河川法の下に進められているが、ダム計画中止によって現在進捗中のインフラ整備等の典拠となる法がなくなるため、ハード・ソフト両面での事業進捗の遅延が懸念されていた。
かつて五木村はダム中止を受け入れがたいという姿勢を示しており、補償法案見送りに対しても「信頼をなくすもの」として早急な法整備と、道路整備など現行法で対応できる事業の先行実施 を求めているほか、周辺自治体、熊本県、地元選出議員、ダム反対市民グループ等から政府に対しても、補償法や特別措置法等早急な法整備を求める要望が度々提出されていた。

#### ダムによらない治水の検討
川辺川ダムの建設が中止となった2009年以降、球磨川水系を管理する国土交通省は、川辺川ダム以外の治水対策の現実的な手法について「極限まで検討し、地域の安全に責任を負う者の間で認識を共有する場」として国・県・流域市町村による「ダムによらない治水を検討する場」を設け、12回にわたって検討を行ったが、ダム以外に検討されうる「直ちに実施する対策」による治水手法では実施後に得られる治水安全度が現状よりは向上するものの、（ダム建設を前提とした）河川整備基本方針で想定した「80年確率」より明らかに低い「5年確率」ないし「10年確率」にならざるを得ないことが示されたことに住民説明会での懸念が相次ぎ議論がまとまらなかったことも踏まえ、2015年に「検討する場」を終了させ、新たに「球磨川治水対策協議会」を開催し、以下の9つの治水案を示した。
1. 中流部（八代市、芦北町、球磨村）・上流部（相良村、錦町、あさぎり町、多良木町、湯前町、水上村）において大規模な引堤（堤防をセットバックし河川そのものを拡幅する）を実施する。
2. 中流部・上流部において大規模な河道掘削を行う。
3. 中流部・上流部において堤防の嵩上げを行う。
4. 中流部・上流部に複数の遊水池を設ける。
5. 市房ダムを再開発する。
6. 五木村・相良村から八代市・球磨村にかけて放水路を建設する。
7. 流域の保全・流域における対策を実施する。
8. 宅地のかさ上げ等を実施する。
9. 輪中堤を建設する。

しかし、一つの案で治水対策が完結しないことから複数の案を組み合わせを検討する必要があり、現実的な組み合わせ10案の中で最も安い「堤防嵩上げを中心対策案とした組み合わせ」でも（ダムの残事業費を大幅に上回る）2800億円を要し、最短で効果を発現する放水路建設案でも45年の工期が見込まれること、さらには「清流川辺川を守る県民の会」などの市民団体が（住民説明会ではなく）パブリックコメントを実施したことに強く抗議し、球磨川水系の既存4ダム（荒瀬ダム・瀬戸石ダム・幸野ダム・市房ダム）の撤去を引き続き主張するなど、案がなかなかまとまらず、9回の議論を経て令和になっても、球磨川水系の河川整備計画が策定できない状況が続いている。
2020年（令和2年）1月1日時点で一級水系で河川整備計画が策定されていないのは球磨川水系と新宮川（熊野川）水系だけである。なお、河川整備計画が策定されない中でも、国及び県は球磨川・川辺川で河道掘削・護岸補強など局所的な防災対策を継続して実施していた。

## 五木ダム
川辺川ダムの上流部においては、川辺川ダムの洪水調節機能を補完・増強するために五木ダム（いつきダム）の事業も同時に進められていた。高さ61.0メートルの重力式コンクリートダムであるが、洪水調節のみを目的とする治水ダムであり、かつ平常時には貯水を行わない穴あきダムである。事業者は熊本県であり国庫の補助を受けて建設される補助治水ダムではあるが、川辺川ダムとして連携して行われる事業として位置付けられた。
五木ダムは川辺川ダムと連携して事業を行うという建前から川辺川ダムとは異なり、事業が一切進捗していない。ただし、五木村は仮に川辺川ダムの事業が中止になったとしても、五木ダムだけは必ず建設して欲しいと要望している。

### 注記
1. ↑  河川改修計画において定められる、計画で防御できる限界の洪水流量。概ね過去最悪の洪水を基準に定められる。
2. ↑  1939年（昭和14年）に発足した戦時体制を維持するため国家による電力管理を行う目的で設立された特殊法人。戦後1948年（昭和23年）に過度経済力集中排除法の指定を受け1951年（昭和26年）の電力事業再編令で九つの電力会社に分割・民営化された。九州電力の前身。
3. ↑  球磨川の通常における流量は平均で毎秒86.73トンであるので、この豪雨では通常の約85倍という水量が押し寄せたことになる。
4. ↑  球磨川本流は球磨郡湯前町から河口までの区間が国土交通省直轄管理区間である。川辺川は川辺川ダム湛水予定区域と球磨川合流点付近が直轄管理区間となる。その他は概ね熊本県が管理する指定区間である。
5. ↑  一ツ瀬ダムには杉安ダム、鶴田ダムには川内川第二ダムという逆調整池がそれぞれ直下流に建設されている。
6. ↑  それ以前は「東の八ッ場、西の大滝」と呼ばれ、奈良県の大滝ダム（紀の川）が代名詞にされていたが、大滝ダムは2009年（平成21年）の本格運用に向けて現在暫定的な運用を行っており、その代わりに川辺川ダムが選ばれている。
7. ↑  川辺川ダムの他青森県の浅瀬石川ダム（浅瀬石川）、岩手県の御所ダム（雫石川）、栃木県の川治ダム（鬼怒川）、石川県の手取川ダム（手取川）、奈良県の大滝ダム（紀の川）、熊本県の竜門ダム（迫間川）と茨城県の霞ヶ浦。川辺川ダム以外は何れも既に完成（大滝ダムは一部運用）している。
8. ↑  現在でも五木村上荒地~五箇荘間、及び五箇荘以遠は未整備である。
9. ↑  委員長の志位和夫が自らダム予定地を視察するなど、特に力を入れている[39]。
10. ↑  その大部分は水没する五木村・相良村への移転補償費、代替地造成や付け替え道路の建設費用に充てられている。ダム自体の工費は本体工事が行われていないので少ない。
11. ↑  河川の原状復帰や洪積平野（日本では大多数の平野がこれにあたる）から住居を撤去させて遊水池化することによる治水対策。これによりテムズ川やドナウ川では1,000年から10,000年に一度の洪水に対応できる治水整備が完成した。
12. ↑  ビアードの発言およびアメリカのダム撤去詳細についてはダム建設の是非#米国のダム事情を参照。
13. ↑  2008年6月4日に蒲島熊本県知事が「撤去に伴う費用が増大し、費用対効果に疑問がある」として撤去を凍結する方針に転換したが、2010年の水利権失効を契機としてダム撤去方針に再転換し、2018年に撤去が完了した。
14. ↑  この条件に照らし合わせた場合、日本でも200箇所以上が撤去されている。
15. ↑  規模や水没戸数が川辺川ダムと同等以上で、施工時期が同時期であった石川県の手取川ダムは、川辺川ダムと同時期の1967年（昭和42年）に計画が発表されたが、完成したのは1979年（昭和54年）である。電源開発は初代総裁の高碕達之助以来、補償交渉には特に住民の意思を尊重する対策を採っていた。
16. ↑  矢上の辞職に伴う相良村長選挙ではダム事業に「保留」の立場を示す徳田正臣前町議が「ダム反対」「ダム推進」の2候補を破って当選している
17. ↑  なお、この「失敗百選」はこうした公共事業の失敗に限らず、日本航空123便墜落事故のような大規模事故や三菱リコール隠しのような企業の不祥事も選ばれている。
18. ↑  委員会のアドバイザーを務めたオランダのディック・デ・ブラウンは、ダム事業を含めた川辺川の治水計画について、自身のレポート での結論として、川辺川（球磨川水系）の治水対策として「ダムを当初の計画通りに建設」するか「ダムを取りやめ人吉地域で河川の大幅拡幅と河床の掘り下げ」を行うかの二者択一であるとし、ダムによる治水の有用性を指摘している。